# Genta Miura
Genta Miura (n. 1 martie 1995, Toyohashi, Japonia) este un fotbalist japonez.
Între 2017 și 2019, Miura a jucat 10 meciuri pentru echipa națională a Japoniei.

## Statistici
| Japonia | Japonia | Japonia |
| An      | Meciuri | Goluri  |
| ------- | ------- | ------- |
| 2017    | 2       | 0       |
| 2018    | 3       | 0       |
| 2019    | 5       | 1       |
| Total   | 10      | 1       |